# Trofeo Matteotti 1962
Il Trofeo Matteotti 1962, diciassettesima edizione della corsa, si svolse il 5 agosto 1962 su un percorso di 252,4 km. La vittoria fu appannaggio dell'italiano Pierino Baffi, che completò il percorso in 6h28'15", precedendo i connazionali Bruno Mealli e Franco Cribiori.

## Ordine d'arrivo (Top 10)
| Pos. | Corridore          | Squadra        | Tempo    |
| ---- | ------------------ | -------------- | -------- |
| 1    | Pierino Baffi      | Ghigi          | 6h28'15" |
| 2    | Bruno Mealli       | Ignis          | s.t.     |
| 3    | Franco Cribiori    | San Pellegrino | s.t.     |
| 4    | Livio Trapè        | Ghigi          | s.t.     |
| 5    | Silvano Ciampi     | Philco         | s.t.     |
| 6    | Armando Pellegrini | Molteni        | s.t.     |
| 7    | Vittorio Adorni    | Philco         | s.t.     |
| 8    | Giancarlo Giusti   | Rossi          | s.t.     |
| 9    | Rino Benedetti     | Ignis          | s.t.     |
| 10   | Giuseppe Zorzi     | Ignis          | s.t.     |